# Awano Seiho
Awano Seiho (japanisch 阿波野 青畝, ursprünglich Hashimoto Toshio; geboren 10. Februar 1899 in Takatori (Präfektur Nara); gestorben 22. Dezember 1992) war ein japanischer Haiku-Dichter.

## Leben und Wirken
Awano Seiho wurde als Hashimoto Toshio geboren, führte dann die Familie Awano fort und wählte sich als Künstlernamen „Seiho“. Er schloss 1917 die Unebi-Mittelschule (畝傍中学校) ab. Bereits ein Jahr vorher hatte er begonnen, bei Takahama Kyoshi (1874–1959) Unterricht im Gedichtschreiben zu nehmen. 1929 erschien die erste Ausgabe seiner Zeitschrift „Katsuragi“ (かつらぎ), und im selben Jahr wurde er Mitglied der Gruppe, die das Magazin „Hototogisu“ (ホトトギス) herausgab. Mit Mizuhara Shūōshi, Takano Sujū und Yamaguchi Seishi gehörte er zu den „Vier S“ und wurde zum Mittelpunkt des Haikus der Shōwa-Zeit. Awanos Stil zeichnet sich durch eine warme menschliche Note und den daraus resultierenden Humor aus.
1963 wurde Awano Berater der „Vereinigung der Haiku-Dichter“ (俳人協会; Haihin kyōkai), 1975 Jahre Leiter der Kansai-Zweigstelle der Vereinigung. Vom selben Jahr bis 1977 war er der erste Präsident des „Osaka Haijin Clubs“ (大阪俳人クラブ). Seit 1969 wählte er die Beiträge für die „Yomiuri Haiku-Bühne“ (よみうり俳壇, Yomiuri haidan) aus. 1990 übergab er die Herausgabe von „Katsuragi“ an Morita Tōge (森田 峠; 1924–2013).
Awanos Haiku Sammlungen erschienen unter Titeln wie „Manryō“ (万両), „Hanashita bishō“ (花下微笑), „Kunihara“ (国原), „Haru no tombi“ (春の鳶), „Nomiji no ga“ (紅葉の賀), „Kōshien“ (甲子園), „Joya“ (除夜) und mehr, insgesamt 10 Bände. Weiter gibt es eine Sammlung von Beiträgen zur Haiku-Theorie (俳句のこころ). 1999  erschien eine Gesamtausgabe „Awano Seiho zenku-shū“ (阿波野青畝全句集).
Awano wurde mit folgenden Preisen ausgezeichnet: 7. Takotsu-Preis (蛇笏賞) 1961 für „Kōshien“, Kulturpreis der Stadt Nishinomiya (西宮市民文化賞) 1961, Osakafu-geijutsu-Preis (大阪府芸術賞) 1962, Kulturpreis der Präfektur Hyōgo (兵庫県文化賞) 1985 und mit dem 7. Preis Jika-bungakukan-Preis (詩歌文学館賞) 1992.  1975 erhielt er den  Orden des Heiligen Schatzes.